# Sociedade Esportiva Palmeiras
Pour les articles homonymes, voir Palmeiras.
Maillots
Actualités
La Sociedade Esportiva Palmeiras est un club brésilien de football basé à São Paulo et fondé le 26 août 1914 sous le nom de Sociedade Esportiva Palestra Itália. Le nom actuel du club est donné le 14 septembre 1942.
La SE Palmeiras est l'équipe la plus titrée sur le plan national, avec douze championnats, quatre Coupes du Brésil, et une Supercoupe du Brésil. Le club possède également à son actif trois Copa Libertadores.
Palmeiras joue en maillot vert, short blanc et chaussettes vertes. C'est l'un des clubs les plus populaires du Brésil.

## Historique

### Fondation
Palmeiras fut fondé par Luigi Cervo, Vincenzo Ragognetti, Luigi Emanuele Marzo et Ezequiel Simone, quatre italiens membres de la communauté italophone de São Paulo. Au début, le club est appelé Societá Sportiva Palestra Italia. Ses couleurs sont le rouge, le blanc et le vert (celles de l'Italie). Le nom changera pendant la Seconde Guerre mondiale. Le Brésil s'engageant dans la guerre au sein des Alliés, la dictature impose au club de changer de nom en raison de la référence à l'Italie, ennemie des Alliés. Le blason originel (un "P" dans un blason) est toujours celui du club, mais le rouge est devenu la troisième couleur, utilisée pour les matchs de gala comme celui du 75e anniversaire.
D'autres clubs dont le nom faisait référence à un pays ennemi (comme l'Allemagne) ont dû changer de dénomination, voire disparaître. Aussi, le Brésil a connu d'autres clubs appelés Palestra Italia, comme Cruzeiro (Belo Horizonte). Mais Palmeiras fut le premier à porter ce nom.

### Champion du siècle
Dans son histoire, le club a remporté à 24 reprises le Championnat de São Paulo, mais le plus important fut ses 12 Championnat du Brésil, ses 3 Copa Libertadores, sa Copa Rio et sa Copa Mercosur. Palmeiras est reconnu comme le club brésilien le plus titré de l'histoire. En 1999, la Federação Paulista de Futebol et la presse brésilienne désignèrent Palmeiras comme étant le 'Champion du XXe siècle'.

### Copa Rio
En 1951, Palmeiras gagne son premier titre international, la Copa Rio. Ils remportèrent la finale contre la Juventus. Ses principaux joueurs étaient Jair da Rosa Pinto et Rodrigues. Le titre a été reconnu par FIFA comme une Coupe du monde avec un fax à la Sociedade Esportiva Palmeiras daté 23/04/2013. FIFA précisant toutefois que, il a été reconnu au niveau du secrétariat, comme ce fut le cas en 2007 et que le sujet aurait été traité par le comité exécutif. En 2014, la fédération mondiale annonce que le premier tournoi organisé exclusivement par FIFA a été joué en 2000, mais le Palmeiras a été vainqueur du premier tournoi mondial de l'histoire ; une partie de la presse citée incorrectement comme titre mondial. Selon le règlement intégré dans le statut de base de la FIFA et le statut lui-même, au niveau international, sont compétitions officielles celles organisées par la FIFA ou au moins d'une des confédérations continentales, donc ce n'est pas le cas de la Copa Rio,,, officiellement organisé par la fédération brésilienne et la préfecture de Rio de Janeiro ; en fait le Conmebol ne l'inclut pas parmi les compétitions officielles et la FIFA, contrairement à la Coupe intercontinentale officialisé en 2017, dans ses documents ne le mentionne pas comme un record officiel du championnat du monde des clubs. En juin 2018, le Palmeiras a demandé aide à la Conmebol pour s'assurer que la FIFA reconnaisse le trophée comme titre du monde officiel. À l'avenir, le comité exécutif FIFA pourrait changer le statut de la compétition. En avril 2019, le président de la FIFA, Gianni Infantino, interrogé par les médias brésiliens, a enfin rappelé que pour la fédération mondiale, seuls les vainqueurs de la Coupe intercontinentale et de la Coupe du monde des clubs sont officiellement champions du monde.

### Hauts et bas
Le club a connu des cycles de gloire et d'autres plus difficiles. Dans les années 1960 et la fin des années 1970, le club a connu de nombreux succès, jouant souvent la Copa Libertadores et gagnant le Championnat du Brésil à deux reprises (1972/1973). Il s'est ensuivi une période de disette qui a pris fin avec la signature, en 1992, d'un contrat de sponsoring avec le groupe italien de la Parmalat, faisant de Palmeiras l'un des clubs les plus riches du Brésil. Durant l'ère Parmalat, Palmeiras remporte deux Championnat du Brésil (1993/1994), la Coupe du Brésil 1998, la Copa Mercosur 1998 et la Copa Libertadores 1999.

### Copa Libertadores
Le célèbre entraîneur Luiz Felipe Scolari a mené Palmeiras vers son titre le plus important, la Copa Libertadores 1999. La finale fut remportée contre le Deportivo Cali (Colombie). Les joueurs  les plus importants étaient le gardien Marcos (vainqueur de la Coupe du monde 2002), Alex, Evair, Paulo Nunes et César Sampaio.

### Dernières années
Le sponsoring de la Parmalat prend fin en 2000 et laisse le club dans une situation délicate. Après une saison moyenne en 2001 (même si Palmeiras joua la demi-finale de la Copa Libertadores), le club est relégué en Seconde Division en 2002, après une saison très difficile. Il ne retrouve l'élite qu'en 2004. Depuis, le club semble retrouver ses lettres de noblesse, se qualifiant à deux reprises pour la Copa Libertadores.

#### Nouveau Palmeiras Estadio
L'Allianz Parque est une arène polyvalente pour accueillir des spectacles, des concerts, des événements d'entreprise, et en particulier des matches de football du Palmeiras.
Le projet comprend la construction de l'un des espaces polyvalents les plus modernes du Brésil, que répondra aux strictes exigences de la FIFA, qui l'a accréditée pour les tournois de sport les plus pertinents. Le nouveau stade du Palmeiras est en cours de construction sur le site de l'ancien Stade Palestra Itália, entre les quartiers Barra Funda et Perdizes, à São Paulo.
La construction a débuté en 2010, il est prévu que les travaux seront terminés au premier trimestre de 2014, l'année du centenaire du club et aussi de la Coupe du monde 2014 au Brésil.
Le 24 avril 2013, le club a annoncé la vente des droits d'appellation de l'arène à Allianz, l'important groupe allemand opérant dans le domaine des assurances dont il est le deuxième acteur mondial derrière son rival français AXA, et qui possédait déjà d'autres exemples de ce type de négociation, en quatre arènes sportives : l'Allianz Arena en Allemagne, l'Allianz Stadium en Australie, l'Allianz Parc en Angleterre et l'Allianz Riviera, en France. L'accord avec Alianz a une durée de 20 ans avec une option de renouvellement pour d'autres 10 ans à la fin de la période. La transaction est estimée en 100 millions d'euros.
Le stade aura 45 000 places couvertes et 160 cabines privées de luxe en mesure d'accueillir plus de 2 800 personnes, un restaurant panoramique, des cafés, des boutiques, un centre de congrès et un parking avec 2 000 places. Le projet prévoit également un espace pour un maximum de 1 000 membres de la presse.
Le complexe Allianz Parc sera livré avec un bâtiment poli-sportif, érigé où était autrefois situé le vieux club de gym. Le nouveau bâtiment abritera un gymnase pour le basketball, le volleyball, le football en salle, et le tennis ; tandis que le bâtiment polyvalent abritera le siège administratif du club, les sports d'intérieur tels que le judo et la gymnastique, et même un espace noble, sur le toit, offrant une vue panoramique sur le club et la région. Les attractions de l'Allianz Parc seront ouvertes au grand public. L'accès aux installations du club, cependant, demeure limité aux membres de la Société Sport Palmeiras.

## Palmarès
| Compétitions nationales | Compétitions internationales |
| - Championnat du Brésil (12) : - Champion : 1960, 1967, 1967, 1969, 1972, 1973, 1993, 1994, 2016, 2018, 2022 et 2023. - Vice-champion : 1970, 1978, 1997 et 2017. - Coupe du Brésil (4) : - Vainqueur : 1998, 2012, 2015, 2020. - Finaliste : 1996. - Supercoupe du Brésil (1) : - Vainqueur : 2023. - Finaliste : 2021 et 2024. - Coupe des champions (1): - Vainqueur : 2000. - Tournoi Rio-São Paulo (5) : - Champion : 1933, 1951, 1965, 1993, 2000. - Championnat de São Paulo (26) : - Champion : 1920, 1926, 1926 (extra) 1927, 1932, 1933, 1934, 1936, 1938 (extra) , 1940, 1942, 1944, 1947, 1950, 1959, 1963, 1966, 1972, 1974, 1976, 1993, 1994, 1996, 2008, 2020, 2022, 2023 et 2024. - Championnat du Brésil de Serie B (2) : - Champion : 2003 et 2013. | - Copa Rio Intercontinentale (1) : - Vainqueur : 1951. - Coupe intercontinentale : - Finaliste : 1999. - Coupe du monde des clubs : - Finaliste : 2021. - Copa Libertadores (3) : - Vainqueur : 1999, 2020 et 2021. - Finaliste : 1961, 1968 et 2000. - Recopa Sudamericana (1) : - Vainqueur : 2022. - Finaliste : 2021. - Copa Mercosur (1) : - Vainqueur : 1998. - Finaliste : 1999, 2000. |

### Autres tournois
| - Coupe Firenze (Italie) : 1963 - Tournoi Ramon de Carranza (Espagne) : 1969, 1974, 1975 - Tournoi Brésil-Argentina (Brésil) : 1985, 1986, 1987,1988*, 1990*, 2000* - Coupe Euro-Américaine : 1991, 1996, 2014 - Coupe Nagoya (Japon) : 1994 - Tournet de Mexico (Mexico) : 1952, 1959 - Tournei de Barcelona (Espanha) : 1969 - Tournei de Manizales (Colombia) : 1963 - Tounei de Mar del Plata (Argentina/Uruguai) : 1972 | - Coupe Brésil-Italie : 1994 - Coupe Naranja (Espagne) : 1997 - Florida Cup : 2020 |

## Personnalités du club

### Joueurs

#### Grands joueurs
- Ademir da Guia
- Alex
- Alex Mineiro
- Amaral
- Antônio Carlos
- Argel Fucks
- Aymoré Moreira
- Cafú
- Carlos Gamarra
- César Maluco
- César Sampaio
- Chinesinho
- Cláudio Guadagno
- Cléo
- Diego Cavalieri
- Djalma Santos
- Djalminha
- Edmundo
- Émerson Leão
- Endrick
- Euller
- Evair
- Faustino Asprilla
- Flávio Conceição
- Francisco Arce
- Francisco Rodrigues
- Fernando Prass
- Freddy Rincon
- Gabriel Jesus
- Galeano
- Henrique
- Hernán Barcos
- Humberto Tozzi
- Jair da Rosa Pinto
- Jorge Mendonça
- Jorge Valdivia
- Jorginho Putinatti
- - José Altafini
- Julinho
- Juninho Paulista
- Júnior
- Júnior Baiano
- Lopes Tigrão
- Luis Artime
- Luís Pereira
- Marcos
- Marcos Assunção
- Mazinho
- Müller
- Oséas
- Paulo Nunes
- Pierre
- Pietro Sernagiotto
- Rivaldo
- Roberto Carlos
- Roberto Fernández
- Romeiro
- Romeu Pellicciari
- Roque Junior
- Rubens Júnior
- Sebastián Eguren
- Sérgio
- Tonhão
- Vagner Love
- Vavá
- Velloso
- Victor Diogo
- Wendel
- Zequinha
- Zinho